# Ɯ
Ɯ / ɯ es una letra del alfabeto latino con forma de m invertida o W redondeada, por lo que a menudo es también llamada de esas dos formas. Esta letra es usada principalmente en el Alfabeto fonético internacional para representar una vocal cerrada posterior no redondeada, y de ahí pasaría a diversas lenguas que la tienen.

## Uso por alfabeto

#### En el Alfabeto Fonético Internacional
En el Alfabeto Fonético Internacional (AFI), la letra minúscula ɯ es un símbolo que representa una vocal cerrada posterior no redondeada. Este sonido, similar a /u/ pero estirando ligeramente los labios, es decir sin redondear la boca, está presente en varias lenguas asiáticas como el chino, el coreano o el vietnamita (entre otras muchas del mundo). Este valor se le fue asignado en 1905.

#### En el dan oriental
En dan oriental, escrito con la ortografía de 2014, ‹ɯ› se usa para representar la vocal posterior alta no redondeada [ɯ].

#### En el emberá chamí
Por influencia del Alfabeto Fonético Internacional, se propuso en 2013 que la letra ɯ fuese usada en la ortografía del emberá chamí (una lengua chocó de Colombia) para representar el mismo sonido.

#### En el kansa

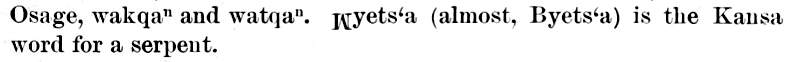
Un fragmento de texto de A study of Siouan cults, de James Owen Dorsey (1894)

El etnólogo, lingüista y misionero James Owen Dorsey, conocido por sus estudios sobre las lenguas siux, habladas en las Grandes Llanuras de América, usa la ꟽ para representar una consonante entre [m] y [b].

#### En el buyei y zhuang

Letra Ɯ en mayúsculas y en minúsculas, tal y como aparece en algunos documentos zhuang y buyei.

Esta letra se usó entre los años 1950 y 1980 para transcribir el zhuàng y el buyei, dos idiomas tai del sur de China y norte de Vietnam. Sin embargo fueron reemplazados por w y e respectivamente.

#### En el alfabeto fonético urálico
En el alfabeto fonético urálico (UPA por sus siglas en inglés) creado en 1901 por Eemil Nestor Setälä, lingüista finlandés, se usa ɯ como sinónimo de u̮ (/ʉ/).